# Misplaced Childhood
Misplaced Childhood és el tercer àlbum d'estudi del grup de rock neoprogressiu britànic Marillion, publicat el 1985. Es tracta d'un àlbum conceptual basat en la infància del cantant principal de del grup, Fish, que es va inspirar mentre es trobava sota la influència dels efectes de l'àcid LSD.
L'àlbum va ser gravat durant la primavera de 1985 a Hansa Tonstudio a Berlín i va ser produït per Chris Kimsey, que havia treballat anteriorment amb els Rolling Stones. Misplaced Childhood és l'àlbum amb més èxit comercial del grup fins a la data, va assolir el número 1 als UK Albums Charts del Regene Unit i passar un total de 42 setmanes a les llistes. Va ser certificat disc de platí per la BPI.
De l'àlbum es van extreure 3 senzills: "Kayleigh" que va arribar al número 2, "Lavender" al número 5, i "Heart of Lothian" al número 29 dels UK Singles Charts.
Misplaced Childhood va ser el sisè millor àlbum del 1985 segons la revista especialtzada Kerrang! i va ser escollit com a quart àlbum conceptual més gran de tots els temps per Classic Rock el 2003.

## Història
Marillion es trobava en una situació complicada a finals de 1984, el seus anteriors treballs en estudi "Script For A Jester’s Tear" de 1983 i "Fugazi" de 84, tot i que havien tingut èxit; número 7 i 5 respectivament als UK Albums Charts, la seva companyia discogràfica no volia publicar un altre àlbum conceptual, i estava per deixar-los ja què les vendes havien disminuït i les despeses del video del senzill, "Assassing", havien superat el cost de "Fugazi", el seu anterior disc.
Segons va explicar Fish, el disc es va gestar quan després de finalitzar la gira de Fugazi va tornar a casa seva a Aylesbury, Buckinghamshire, i p
Poc després va rebre la carta d'una ex parella sentimental que contenia una porció d'àciVa decidir va pren-se'ldre, va agafar la seva bicicleta i va anar a casa del guitarrista del grup, Steve Rothery. Es van posar a veure l'adaptació al cinema de Roman Polansky de la novel·la de Thomas Hardy, Tess Of The D'Urbervilles, protagonitzada per Nastassja Kinski. Ja sota els efectes de l'àcid, Rothery el va acompanyar a casa seva i allà va començar a escriure la lletra de l'àlbum; "Aquella nit vaig obtenir tota la base per al que es va convertir en la cara A de l'àlbum"..."Frases i lletres senceres van acabar en el disc"..."Quan el LSD es va esvair i tot va tornar a la normalitat vaig telefonar a Steve i li vaig dir: Ho vaig entendre. Ho he clavat ".

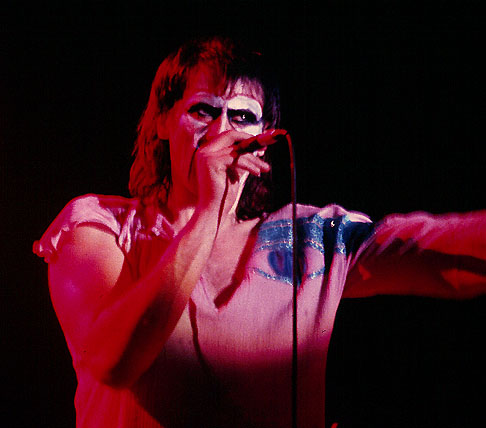
Fish - Marillion - St.Albans City Hall - 1982 (?) (5585375064)

Algunes de les cançons i títols contenen referències autobiogràfiques; per exemple, "Kayleigh" fa referència al desglossament de les relacions en el seu conjunt, però se centra en una antiga parella sentimental de Fish anomenada Kay Lee. El nom de Kayleigh era per camuflar el nom original a causa que la cançó era massa personal. Un altre exemple és "Heart of Lothian" ("vaig néixer amb el cor de Lothian"), que és una referència a una regió tradicional d'Escòcia. Fish és originari de Dalkeith, una ciutat del comtat de Midlothian, als afores d'Edimburg. Lothian és un districte d'Escòcia i Midlothian n'és la part central. El Royal Mile, al qual també es fa referència a la cançó, és el principal carrer d'Edimburg. Hi ha un mosaic en forma de cor incrustat al paviment a mig camí de la Royal Mile a Edimburg. El cor és tradicionalment un símbol de l'orgull local. Un dels equips de futbol d'Edimburg és conegut com a Cor de Midlothian, o "Cors" per a resumir.
El tema de la infància es desenvolupa a "Lavander", que es basa en part en la cançó tradicional "Lavender Blue". Igual que "Kayleigh" és una cançó d'amor, però mentre que "Kayleigh" versava sobre el fracàs d'una relació d'adults, "Lavander" fa al·lusió a la innocència de la infància.

## Crítiques musicals
El portal web Allmusic, en una crítica retrospectiva va definir l'àlbum com el seu llançament més aconseguit i el més racionalitzat, amb una "producció exuberant i una combinació punyent", que va suposar al grup passar de tocar en petits espais a omplir estadis. Va destacar els senzills "Kaileigh" i "Lavender", que els van obrir les portes al mercat dels Estats Units. Ultimate Classic Rock el descriu com un treball amb uns arranjaments d'estructura temàtica cohesionada que flueix de manera elegant a partir de les textures artístiques de síntesi i volum, que va ajudar a resucitar el rock progressiu del panorama musical.
El portal Classic Rock es desfà en elogis i el qualifica de "genial àlbum conceptual que apunta a les estrelles" amb una historia plena d'emoció, poesia i per sobre de tot, drama: “sona deliciós, és una meravella…té clímax, és un clàssic”. També destaca el treball a la guitarra d'Steve Rothery i dels teclats de Mark Kelly.

## Gira Promocional
Marillion va donar supor a l`'àlbum amb una gira d'un any que va començar abans de la seva publicació. El grup va fer dues aparicions promocionals a la BBC Television, en primer lloc en el talk show de Wogan el 20 de maig de 1985 i després a Top of the Pops tres dies després, en els dos casos presentant "Kayleigh". La gira va consistir en places europees, japoneses i nord-americanes.

## Llista de cançons
Totes les lletres escrites per Fish, totes les cançons foren compostes per Mark Kelly, Ian Mosley, Steve Rothery i Pete Trewavas.
| 1. | «Pseudo Silk Kimono» | 2:15 |
| 2. | «Kayleigh» | 4:04 |
| 3. | «Lavender» | 2:28 |
| 4. | «Bitter Suite" - i) "Brief Encounter" - ii) "Lost Weekend" - iii) "Blue Angel" - iv) "Misplaced Rendezvous" - v) "Windswept Thumb» | 7:53 |
| 5. | «Heart of Lothian" - i) "Wide Boy" - ii). "Curtain Call»                                                                           | 4:08 |

| 6.            | «Waterhole (Expresso Bongo)»                                                                                                  | 2:13  |
| 7.            | «Lords of the Backstage» | 1:53  |
| 8.            | «Blind Curve" - i) "Vocal Under a Bloodlight" - ii) "Passing Strangers" - iii) "Mylo" - iv) "Perimeter Walk" - v) "Threshold» | 9:30  |
| 9.            | «Childhoods End?» | 4:33  |
| 10.           | «White Feather» | 2:24  |
| Durada total: | Durada total: | 41:17 |

## Músics
| Marillion - Fish – Veus; disseny de la portada - Steve Rothery – guitarres; baix addicional - Mark Kelly – teclats - Pete Trewavas – baix - Ian Mosley – bateria, percussió | Tècnics - Chris Kimsey – producció - Thomas Stiehler – So i gravació - Mark Freegard – enginyer de so - Mark Wilkinson – disseny de la portada - Julie Hazelwood – collage |  |